# Collegio di Mid Derbyshire
Mid Derbyshire è un collegio elettorale inglese situato nel Derbyshire, nelle Midlands Orientali, rappresentato alla Camera dei comuni del Parlamento del Regno Unito. Elegge un membro del parlamento con il sistema first-past-the-post, ossia maggioritario a turno unico; l'attuale parlamentare è Jonathan Davies del Partito Laburista, che rappresenta il collegio dal 2024.

## Estensione

Mid Derbushire dal 2010 al 2024

A seguito della quinta revisione dei collegi elettorali, la Boundary Commission for England creò il collegio di Mid Derbuyshire per le elezioni generali del 2010. I collegi circostanti subirono anch'essi modifiche, e principalmente il collegio di Erewash e quello di Amber Valley. Dal 2010 al 2024 il collegio fu costituito dai seguenti ward elettorali: Belper Central, Belper East, Belper North, Belper South, Duffield, tutti parte del borgo di Amber Valley; Allestree, Oakwood e Spondon, parte della città di Derby e Little Eaton and Breadsall, Ockbrook and Borrowash, Stanley, West Hallam e Dale Abbey, parte del borgo di Erewash.
Dal 2024 il collegio è costituito dai ward del borgo di Amber Valley di Alport and South West Parishes; Belper East; Belper North; Belper South e Duffield and Quarndon, dai ward della città di Derby di Allestree; Chaddesden North; Oakwood e Spondon e dai ward del borgo di Erewash di Little Eaton and Stanley; Ockbrook and Borrowash e West Hallam and Dale Abbey.

## Membri del parlamento
| Elezione | Elezione | Deputato              | Partito               |
| -------- | -------- | --------------------- | --------------------- |
|          | 1885     | James Alfred Jacoby   | Liberale              |
|          | 1909 (S) | John Hancock          | Laburista             |
|          | 1915     | John Hancock          | Liberale              |
|          | 1918     | Collegio abolito      | Collegio abolito      |
|          | 2010     | Collegio ri-istituito | Collegio ri-istituito |
|          | 2010     | Pauline Latham        | Conservatore          |
|          | 2024     | Jonathan Davies       | Laburista             |

## Elezioni

### Elezioni negli anni 2020
| Partito                    | Partito                                           | Candidato                  | Risultati 4 luglio 2024 | Risultati 4 luglio 2024 |
| Partito                    | Partito                                           | Candidato                  | Voti                    | %                       |
| -------------------------- | ------------------------------------------------- | -------------------------- | ----------------------- | ----------------------- |
|                            | Laburista                                         | Jonathan Davies            | 17 346                  | 36,48                   |
|                            | Conservatore                                      | Luke Gardiner              | 15 468                  | 32,53                   |
|                            | Reform UK                                         | Stephen Dean               | 8 356                   | 17,58                   |
|                            | Verdi                                             | Gez Kinsella               | 3 547                   | 7,46                    |
|                            | Lib Dem                                           | Barry Holliday             | 2 361                   | 4,97                    |
|                            | Indipendente                                      | Sue Warren                 | 315                     | 0,66                    |
|                            | Workers                                           | Josiah Uche                | 150                     | 0,32                    |
|                            |                                                   |                            |                         |                         |
| Iscritti                   | Iscritti                                          | Iscritti                   | 69 281                  | 100,00                  |
| ↳ Votanti (% su iscritti)  | ↳ Votanti (% su iscritti)                         | ↳ Votanti (% su iscritti)  | 47 543                  | 68,62                   |
| ↳ Astenuti (% su iscritti) | ↳ Astenuti (% su iscritti)                        | ↳ Astenuti (% su iscritti) | 21 738                  | 31,38                   |
|                            |                                                   |                            |                         |                         |
|                            | Esito: collegio passa da Conservatore a Laburista |                            |                         |                         |

### Elezioni negli anni 2010
| Partito                    | Partito                                   | Candidato                  | Risultati 12 dicembre 2019 | Risultati 12 dicembre 2019 |
| Partito                    | Partito                                   | Candidato                  | Voti                       | %                          |
| -------------------------- | ----------------------------------------- | -------------------------- | -------------------------- | -------------------------- |
|                            | Conservatore                              | Pauline Latham             | 29 027                     | 58,81                      |
|                            | Laburista                                 | Emma Monkman               | 13 642                     | 27,64                      |
|                            | Lib Dem                                   | Felix Dodds                | 4 756                      | 9,64                       |
|                            | Verdi                                     | Sue MacFarlane             | 1 931                      | 3,91                       |
|                            |                                           |                            |                            |                            |
| Iscritti                   | Iscritti                                  | Iscritti                   | 67 437                     | 100,00                     |
| ↳ Votanti (% su iscritti)  | ↳ Votanti (% su iscritti)                 | ↳ Votanti (% su iscritti)  | 49 356                     | 73,19                      |
| ↳ Astenuti (% su iscritti) | ↳ Astenuti (% su iscritti)                | ↳ Astenuti (% su iscritti) | 18 081                     | 26,81                      |
|                            |                                           |                            |                            |                            |
|                            | Esito: collegio confermato a Conservatore |                            |                            |                            |

| Partito                    | Partito                                   | Candidato                  | Risultati 8 giugno 2017 | Risultati 8 giugno 2017 |
| Partito                    | Partito                                   | Candidato                  | Voti                    | %                       |
| -------------------------- | ----------------------------------------- | -------------------------- | ----------------------- | ----------------------- |
|                            | Conservatore                              | Pauline Latham             | 29 513                  | 58,59                   |
|                            | Laburista                                 | Alison Martin              | 17 897                  | 35,53                   |
|                            | Lib Dem                                   | Adam Wain                  | 1 793                   | 3,56                    |
|                            | Verdi                                     | Sue MacFarlane             | 1 168                   | 2,32                    |
|                            |                                           |                            |                         |                         |
| Iscritti                   | Iscritti                                  | Iscritti                   | 67 642                  | 100,00                  |
| ↳ Votanti (% su iscritti)  | ↳ Votanti (% su iscritti)                 | ↳ Votanti (% su iscritti)  | 50 461                  | 74,60                   |
| ↳ Astenuti (% su iscritti) | ↳ Astenuti (% su iscritti)                | ↳ Astenuti (% su iscritti) | 17 181                  | 25,40                   |
|                            |                                           |                            |                         |                         |
|                            | Esito: collegio confermato a Conservatore |                            |                         |                         |

| Partito                    | Partito                                   | Candidato                  | Risultati 7 maggio 2015 | Risultati 7 maggio 2015 |
| Partito                    | Partito                                   | Candidato                  | Voti                    | %                       |
| -------------------------- | ----------------------------------------- | -------------------------- | ----------------------- | ----------------------- |
|                            | Conservatore                              | Pauline Latham             | 24 908                  | 52,19                   |
|                            | Laburista                                 | Nicola Heaton              | 12 134                  | 25,42                   |
|                            | UKIP                                      | Martin Fitzpatrick         | 6 497                   | 13,61                   |
|                            | Lib Dem                                   | Hilary Jones               | 2 292                   | 4,80                    |
|                            | Verdi                                     | Sue MacFarlane             | 1 898                   | 3,98                    |
|                            |                                           |                            |                         |                         |
| Iscritti                   | Iscritti                                  | Iscritti                   | 67 604                  | 100,00                  |
| ↳ Votanti (% su iscritti)  | ↳ Votanti (% su iscritti)                 | ↳ Votanti (% su iscritti)  | 47 729                  | 70,60                   |
| ↳ Astenuti (% su iscritti) | ↳ Astenuti (% su iscritti)                | ↳ Astenuti (% su iscritti) | 19 875                  | 29,40                   |
|                            |                                           |                            |                         |                         |
|                            | Esito: collegio confermato a Conservatore |                            |                         |                         |

| Partito                    | Partito                                         | Candidato                  | Risultati 6 maggio 2010 | Risultati 6 maggio 2010 |
| Partito                    | Partito                                         | Candidato                  | Voti                    | %                       |
| -------------------------- | ----------------------------------------------- | -------------------------- | ----------------------- | ----------------------- |
|                            | Conservatore                                    | Pauline Latham             | 22 877                  | 48,32                   |
|                            | Laburista                                       | Hardyal Dhindsa            | 11 585                  | 24,47                   |
|                            | Lib Dem                                         | Sally McIntosh             | 9 711                   | 20,51                   |
|                            | BNP                                             | Lewis Allsebrook           | 1 698                   | 3,59                    |
|                            | UKIP                                            | Anthony Kay                | 1 252                   | 2,64                    |
|                            | Monster Raving Loony                            | R.U.Seerius                | 219                     | 0,46                    |
|                            |                                                 |                            |                         |                         |
| Iscritti                   | Iscritti                                        | Iscritti                   | 66 305                  | 100,00                  |
| ↳ Votanti (% su iscritti)  | ↳ Votanti (% su iscritti)                       | ↳ Votanti (% su iscritti)  | 47 342                  | 71,40                   |
| ↳ Astenuti (% su iscritti) | ↳ Astenuti (% su iscritti)                      | ↳ Astenuti (% su iscritti) | 18 963                  | 28,60                   |
|                            |                                                 |                            |                         |                         |
|                            | Esito: collegio a Conservatore (nuovo collegio) |                            |                         |                         |

## Risultati dei referendum

### Referendum sulla permanenza del Regno Unito nell'Unione europea del 2016
|             | Collegio       | Lasciare UE % | Rimanere in UE % |
| ----------- | -------------- | ------------- | ---------------- |
|             | Mid Derbyshire | 52,5%         | 47,5%            |
| Inghilterra | 53,3%          | 46,7%         |                  |
| Regno Unito | 51,9%          | 48,1%         |                  |